# Mongibello Mons
Il Mongibello Mons è una formazione geologica della superficie di Io.
È così chiamato in onore dell'Etna, chiamato Mongibello nell'Inferno di Dante.